# Kamikawa (Saitama)
Kamikawa (jap. 神川町 Kamikawa-machi) – miasto w Japonii, na wyspie Honsiu, w prefekturze Saitama. Według danych na rok 2020 miejscowość zamieszkiwało 13 359 mieszkańców , a gęstość zaludnienia wyniosła 281,8 os./km².